# Dekanat Dońskiej Ikony Matki Bożej
Dekanat Dońskiej Ikony Matki Bożej – jeden z dekanatów eparchii moskiewskiej miejskiej. Obejmuje swoim zasięgiem osiem rejonów w południowym okręgu administracyjnym Moskwy: Biriulowo Zapadnoje, Caricyno, Czertanowo Centralnoje, Czertanowo Jużnoje, Czertanowo Siewiernoje, Donskoj, Nagornyj oraz Nagatino-Sadowniki. Funkcję dziekana pełni ks. Aleksandr Farkowiec.

## Cerkwie w dekanacie

### Birulewo Zapadnoje
- Cerkiew Spotkania Pańskiego[2]

### Caricyno
- Cerkiew Zwiastowania[3]

### Czertanowo Centralnoje
- Cerkiew św. Cypriana Moskiewskiego[4]
- Cerkiew św. Mikołaja[5]
- Cerkiew Trójcy Świętej[6]
- Cerkiew św. Tryfona[7]

### Czertanowo Jużnoje
- Cerkiew Opieki Matki Bożej[8]
- Cerkiew św. Mikołaja II, w trakcie budowy[9]

### Czertanowo Siewiernoje
- Cerkiew Ikony Matki Bożej „Władająca”[10]

### Donskoj
- Cerkiew Ikony Matki Bożej „Wszystkich Strapionych Radość” przy szpitalu psychiatrycznym im. Aleksiejewa[11]
- Cerkiew św. Jana Rylskiego przy szpitalu psychiatrycznym im. Aleksiejewa[11]
- Cerkiew Tichwińskiej Ikony Matki Bożej przy Szpitalu św. Aleksego[12]
- Cerkiew św. Aleksego metropolity moskiewskiego w kompleksie tego samego szpitala[12]
- Cerkiew Złożenia Szaty Chrystusa Zbawiciela[13]
- Cerkiew Zstąpienia Ducha Świętego[14]

### Nagatino-Sadowniki
- Cerkiew św. Dymitra Dońskiego[15]